# Platysenta leucopis
Platysenta leucopis är en fjärilsart som beskrevs av George Francis Hampson 1908. Platysenta leucopis ingår i släktet Platysenta och familjen nattflyn. Inga underarter finns listade i Catalogue of Life.